# Renovatie

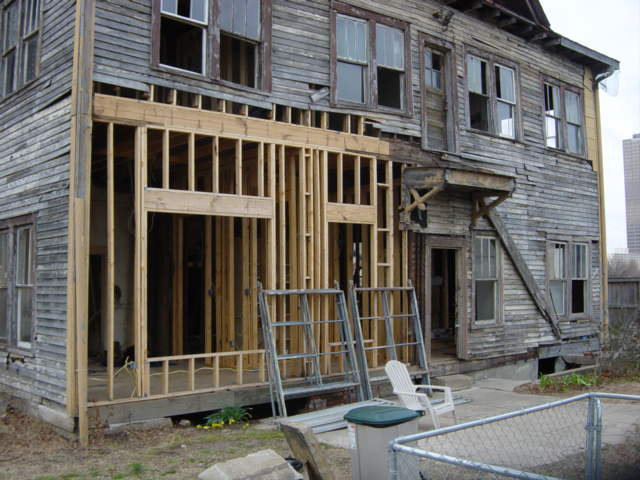
Renovatie van een gebouw

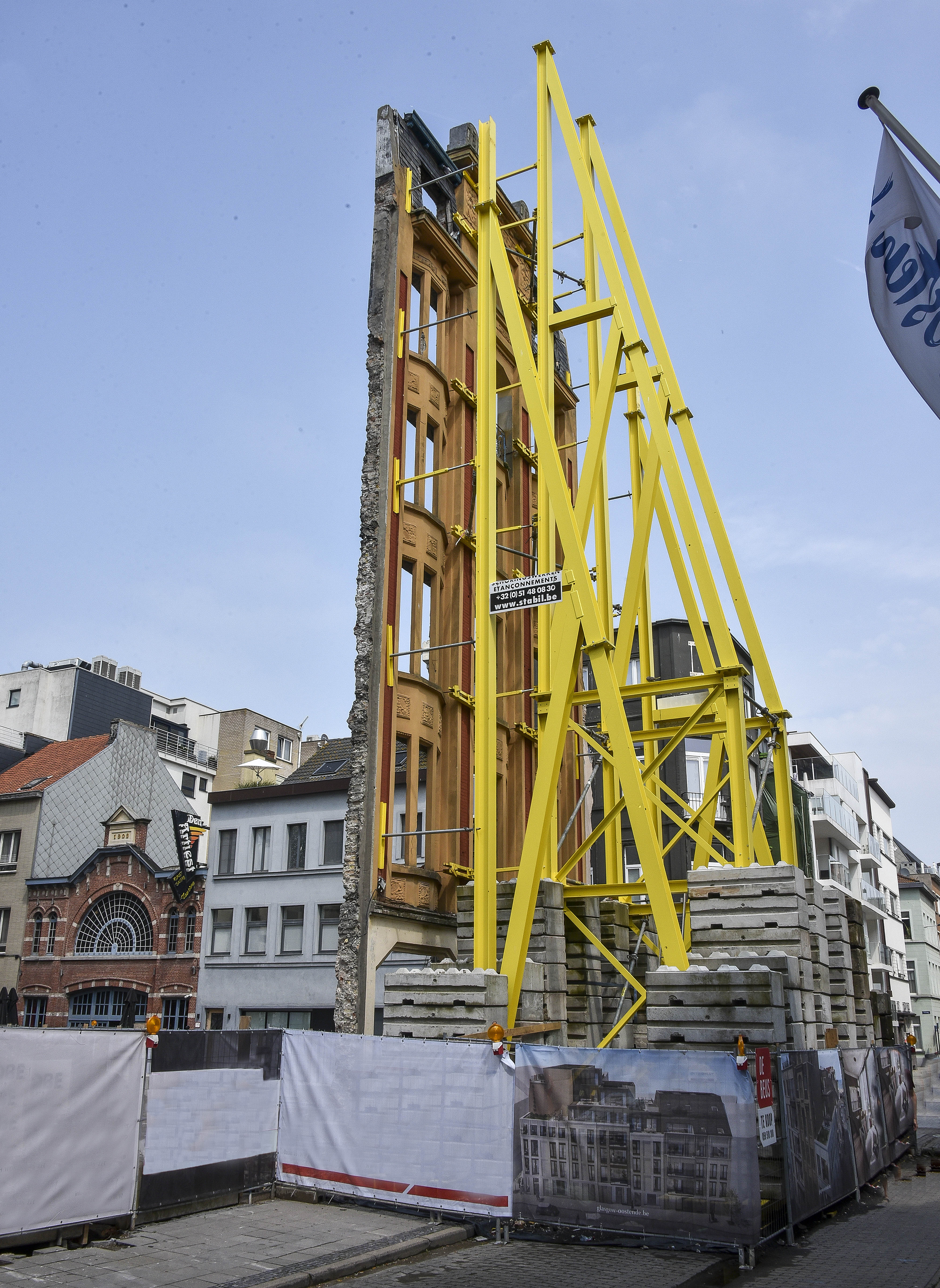
Conservering van een gevel in Oostende

Renovatie of renoveren (uit het Latijn: renovare = vernieuwen) is herstellen of wanneer nodig gedeeltelijk vernieuwen van een bestaand pand, waardoor het weer bruikbaar wordt naar de dan geldende maatstaven en normen. Wanneer een gebouw geheel wordt gesloopt en opnieuw wordt opgebouwd, wordt gesproken van herbouw of vervangende nieuwbouw. 
Renovatie is het uitvoeren van activiteiten om een gebouw te laten voldoen aan moderne eisen vanuit wet- en regelgeving of aan een moderne vraagstelling inzake het gebruik (de functionaliteit) van een gebouw. 
Bij renovatie kunnen karakteristieke eigenschappen gecombineerd worden met moderne vernieuwingen. Een renovatie wordt veelal uitgevoerd door een aannemer of bouwbedrijf.

## Renovatie in Nederland
Voor renovatie heeft een beheerder/eigenaar de uitdrukkelijke toestemming nodig van de gebruikers van het gebouw/de gebouwen) en wel ten minste 70
% van de gebruikers). Daarnaast is het voor de beheerder/eigenaar mogelijk om na de renovatie de huur aan te passen. Dit om de investering terug te kunnen verdienen. Tijdens de renovatie kan een gebruiker/bewoner vaak niet in het pand blijven dat hij/zij huurt. Vanwege de overlast is de beheerder/eigenaar verplicht om de gebruikers/bewoners tegemoet te komen middels een "renovatievergoeding".

## Renovatie en restauratie
Met restauratie wordt bedoeld het terugbrengen van een beschadigd of gedeeltelijk verloren gegaan voorwerp naar een van tevoren afgesproken toestand. Een extreme vorm van renovatie of restauratie is het optrekken van nieuwbouw achter een bestaande gevel. Voor deze werkwijze bestaat de term façadisme.
Er zijn vele voorbeelden van renovatie gecombineerd met restauratie, zoals bij panden die onder monumentenzorg vallen. Ze worden zoveel als mogelijk in de oude toestand herstelt, waarbij wel aan de geldende veiligheidseisen en gebruiksstandaard wordt tegemoetgekomen. Bijvoorbeeld oude grachtenpanden en boerderijen kunnen zo voor het nageslacht behouden blijven.